# Kosheen
«Kosheen» — британський гурт, що виконує музику в стилі тріп-хоп, синті-поп. Назва гурту — поєднання японських слів «старий» (яп. 古 ко) і «новий» (яп. 新 шин).

## Склад
- Сіен Еванс
- Маркі Сабстенс
- Даррен Декодер

## Дискографія

### Альбоми
- 2001 — «Resist»
- 2003 — «Kokopelli»
- 2007 — «Damage»
- 2012 — «Independence»
- 2013 — «Solitude»